# Enceinte de Bouchain
L'enceinte de Bouchain est un ancien ensemble de fortifications qui protégeait la ville de Bouchain, dans le département français du Nord.

## Historique
La première enceinte  du bourg castral est construite dans la deuxième moitié du XIIe siècle par Baudouin IV en même temps que le château dont actuelle tour d'Ostrevant est le seul élément subsistant. Cette enceinte était percée d'une porte au nord, près de ce château, la porte d'Ostrevant. 
Le château abandonné tombe en ruine et disparait, probablement à la fin du XVe siècle, à la suite d'incendies et du siège de Louis XI de 1478, à l'exception de la tour d'Ostrevant, cependant délabrée.  
En 1532, à la suite du siège de 1522 et de l'incendie de la ville, Charles Quint fait reconstruire l'enceinte médiévale entourant la ville haute. Cette Citadelle comprenait des courtines entourées de fossés inondés avec quatre bastions aux angles et deux portes, la porte basse ou porte entre deux-villes prolongée d'un pont-levis et d'un pont sur la Sensée qui communique avec la ville basse et la porte haute ou porte de Douai sur la route au-nord-ouest de la ville qui remplace la porte d'Ostrevant. La tour d'Ostrevant, qui tombait en ruine est renforcée de murailles et l'intérieur rempli de terre. 
La ville basse étroite et longue, qui apparait comme un faubourg sur la carte de Deventer de 1545, est fortifiée au cours du XVIIe siècle avec construction de courtines bordées de fossés alimentés par l'Escaut et la Sensée. La ville basse se termine par une porte au-delà de laquelle une route conduit à un pont sur l'Escaut. Cette route est bordée de fortifications et le pont est protégé par une demi-lune.  
Après la prise de Bouchain par l'armée du Roi Louis XIV en 1676, les fortifications de la ville haute sont renforcées par Vauban qui les complète de demi-lunes et d'ouvrages à cornes. Deux casernes sont construites, la caserne de la Haute ville jouxtant la tour d'Ostrevant et la caserne de l'Esplanade.
Bouchain est, de plus, protégé par des zones inondables  en amont (nord-est) et en aval (sud-ouest), l'arrivée de l'eau étant commandée par l'ouverture d'écluses sur la Sensée et l'Escaut. Ces espaces inondables sont protégés par plusieurs redoutes.
Bouchain fait partie de la deuxième ligne du pré carré de Vauban avec les villes fortifiées d'Avesnes, Landrecies, Cambrai, Douai, Arras, Béthune, Saint-Venant, Aire-sur-la-Lys, Saint-Omer et Gravelines.
Les fortifications sont démantelées en 1893 sauf quelques éléments préservés notamment la Tour d'Ostrevant et le bastion des forges.

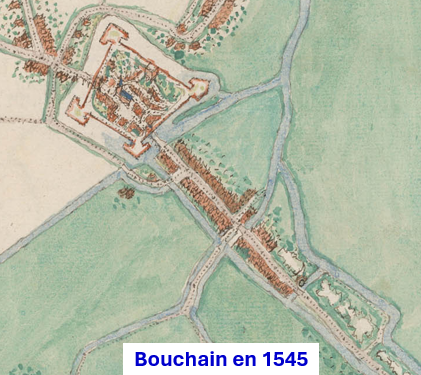
Bouchain en 1545 sur plan Deventer
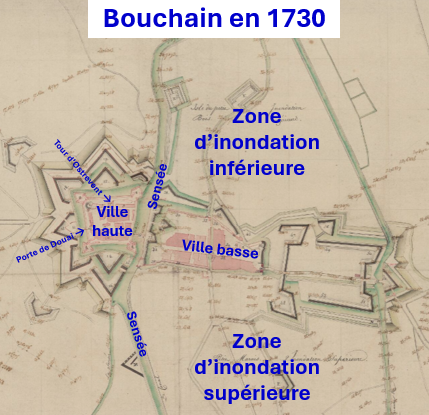
Bouchain en 1730
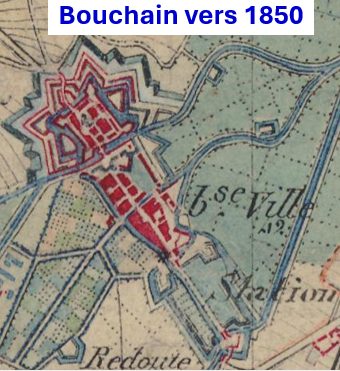
Bouchain vers 1850 sur carte d'Etat-Major

## Vestiges
- bastion des Forges.
- Tour d'Ostrevant